# Valerie (chanson de Steve Winwood)
Pour les articles homonymes, voir Valérie.
Singles de Steve Winwood
Still in the Game
(1982) Talking back to the Night
(1982)
Valerie est une chanson de Steve Winwood sortie en 1982 et écrite par lui-même et Will Jennings.

## Historique
La chanson traite d'un homme se remémorant la perte d'un amour qu'il espère retrouver un jour. À sa sortie d'origine en 1982, le single, extrait de l'album Talking Back to the Night, atteint la 51e place des charts britanniques et la 70e sur le Billboard Hot 100 aux États-Unis.
En 1987, un remix du titre par Tom Lord-Alge a été publié sur le best of de Winwood, intitulé Chronicles. La version remixée de Valerie est sorti en single et est monté à la 9e place aux États-Unis et a également atteint la 19e place au Royaume-Uni, faisant mieux que l'original.
Eric Prydz a samplé la chanson en 2004 pour un titre de house music et le présenta à Winwood. Winwood était tellement impressionné par ce que Prydz avait fait qu'il a ré-enregistré les voix pour s'adapter à la meilleure qualité du titre. Ce remix a été publié sous le titre Call on Me.

## Classements hebdomadaires
| Classement (1982)              | Meilleure place |
| ------------------------------ | --------------- |
| Australie (ARIA)               | 98              |
| Canada (RPM 50 Singles)        | 34              |
| États-Unis (Billboard Hot 100) | 70              |
| Royaume-Uni (UK Singles Chart) | 51              |

| Classement (1987)              | Meilleure place |
| ------------------------------ | --------------- |
| Australie (ARIA)               | 19              |
| Canada (RPM 100 Singles)       | 17              |
| États-Unis (Billboard Hot 100) | 9               |
| Irlande (IRMA)                 | 19              |
| Nouvelle-Zélande (RMNZ)        | 41              |
| Royaume-Uni (UK Singles Chart) | 19              |

## Certifications
| Pays              | Certification | Unités certifiées |
| ----------------- | ------------- | ----------------- |
| Royaume-Uni (BPI) | Argent        | 200 000           |

## Sources
- (en) Cet article est partiellement ou en totalité issu de l’article de Wikipédia en anglais intitulé « Valerie (Steve Winwood song) » (voir la liste des auteurs).